# Torta di San Biagio
La torta di San Biagio è un prodotto tipico della tradizione mantovana, precisamente della zona di Cavriana, cucinata in onore del patrono locale San Biagio (3 febbraio). Ha acquisito, oltre allo stato di P.A.T. (prodotti agroalimentari tradizionali italiani), anche quello di "De.C.O." (denominazione comunale d'origine).
Viene preparata una frolla amalgamando i vari ingredienti, stendendo la pasta nella tortiera e versandovi sopra il ripieno. La pasta così composta viene guarnita di altra pasta ritagliata a strisce.
Da gustare con vino passito di Lugana fresco.

## Caratteristiche
La torta si presenta di forma circolare. L'impasto, che non è lievitato, è caratterizzato da una consistenza friabile. Sulla superficie le strisce ricavate dall'avanzo della pasta usata per foderare la tortiera, disegnano dei rombi sotto i quali si può riconoscere il colore bruno del ripieno.

## Ricetta
Ingredienti: per la pasta occorrono farina bianca (500 g), strutto (150 g), zucchero (150 g), impastare con vino bianco. Per il ripieno invece è necessario procurarsi delle mandorle tritate (1 kg), dello zucchero (100 g), 1 uovo, del cioccolato fondente tritato, succo e scorza di limone, a piacere un liquore tra rum o anice.

## Metodo di preparazione
Preparate una frolla amalgamando gli ingredienti con l'aggiunta di un po' di vino bianco. Tritate finemente le mandorle e unitele agli altri ingredienti del ripieno, amalgamandoli ben bene. Stendete 2/3 della pasta e foderatevi la tortiera, quindi versatevi sopra il ripieno, stendendolo bene. Coprite con la pasta rimanente ritagliata a striscioline. Cuocere in forno a 150 °C per 20 minuti circa. Si suggerisce di gustare questa torta con un passito di Lugana servito fresco.

## Tradizioni

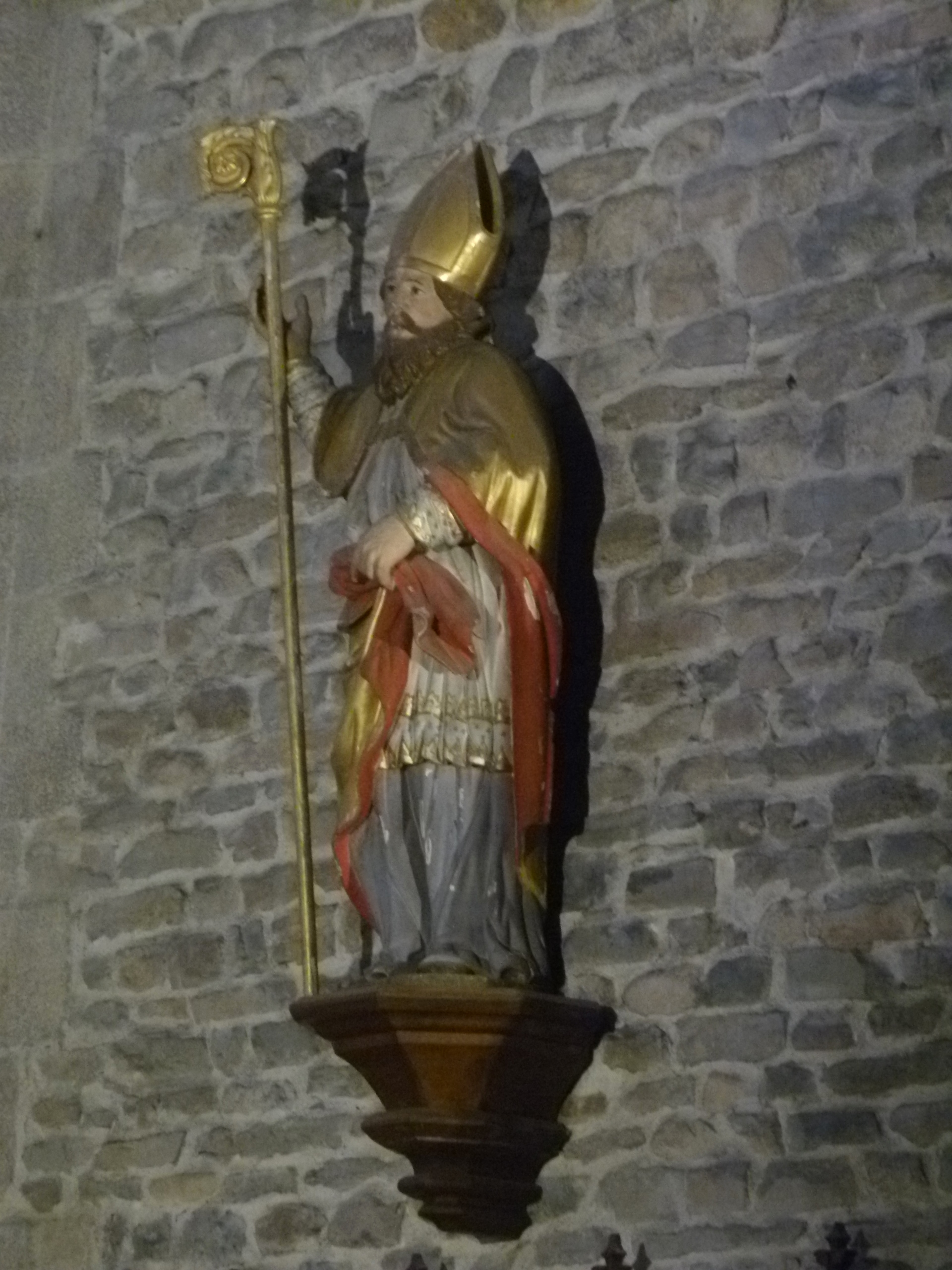
San Biagio

"Al dì ‘d San Biàs as benedìs la gola e 'l nas". Dal 2 al 4 febbraio si celebra, infatti, nel paese delle colline moreniche si celebra il patrono San Biagio con una manifestazione che ha più di 450 anni e si svolge soprattutto all'insegna dell'enogastronomia.
Il 3 febbraio ha luogo a Cavriana, piccolo paese ubicato in provincia di Mantova, un rito antico: la benedizione della gola impartita in chiesa dal sacerdote per mezzo di due candele incrociate sotto il mento. La torta di San Biagio è il dolce tipico di questa festività. La leggenda vuole che la ricetta sia molto antica e che originariamente la torta a base di mandorle avesse un diametro di oltre tre metri. Questa veniva poi tagliata e offerta al pubblico convenuto in Piazza Castello. Infatti già nel 1600, dai mandorli di Cavriana si raccoglievano mandorle dal gusto particolare e intenso, merito dell'ameno ambiente collinare, questo frutto veniva da tutti considerato afrodisiaco; nei mesi invernali gli stessi Gonzaga ne acquistavano grandi quantità per deliziare il palato dei nobili di corte. Si racconta che, in quel periodo il re francese Luigi XIII inviò una delegazione di cuochi ed esperti pasticceri nel Ducato di Mantova col compito di apprendere nuove ricette da utilizzare a palazzo. I cuochi francesi vennero subito a conoscenza delle mandorle di Cavriana e vollero per tanto fare un sopralluogo proprio nel periodo della centenaria fiera di San Biagio. La popolazione venutane a conoscenza si animò per cercare di dare una degna accoglienza a questi stranieri, decise di preparare qualcosa di unico da donare alla regina Anna, famosa e colta moglie di Luigi XIII. Dalle mani esperte delle donne Cavrianesi e da semplici ingredienti nacque un dolce alle mandorle dal gusto contrastante ma nello stesso tempo equilibrato: rustico come la terra da cui proveniva, raffinato come la sovrana a cui era dedicato. Da allora è consuetudine nei giorni della fiera svolgere il rituale del taglio e del dono della torta a tutti i visitatori: segno che il tempo non cancella le cose fatte con amore e generosità.